# St. Katharina (Schwarzenbach)

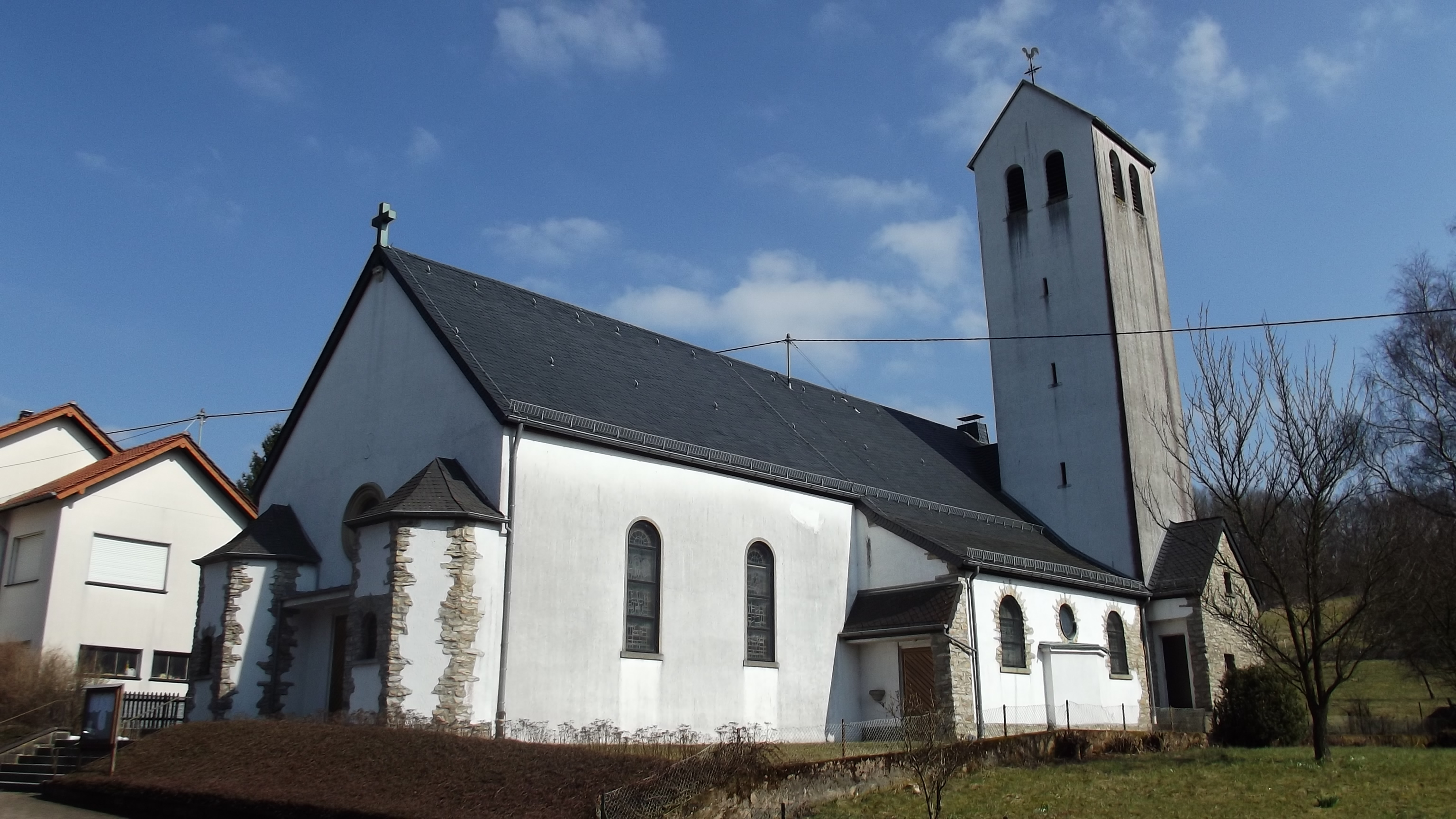
Die Kirche St. Katharina in Schwarzenbach

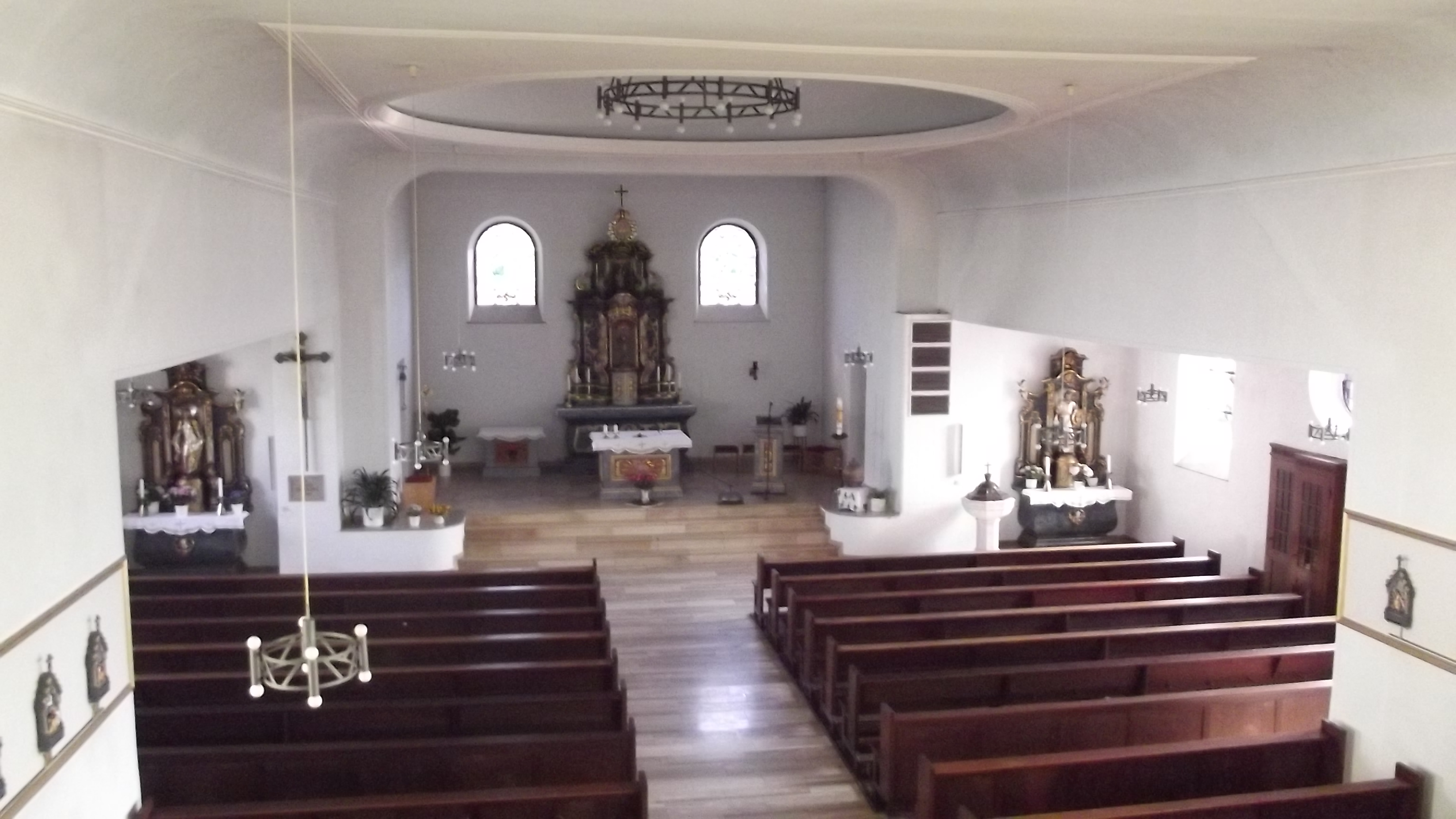
Blick ins Innere der Kirche

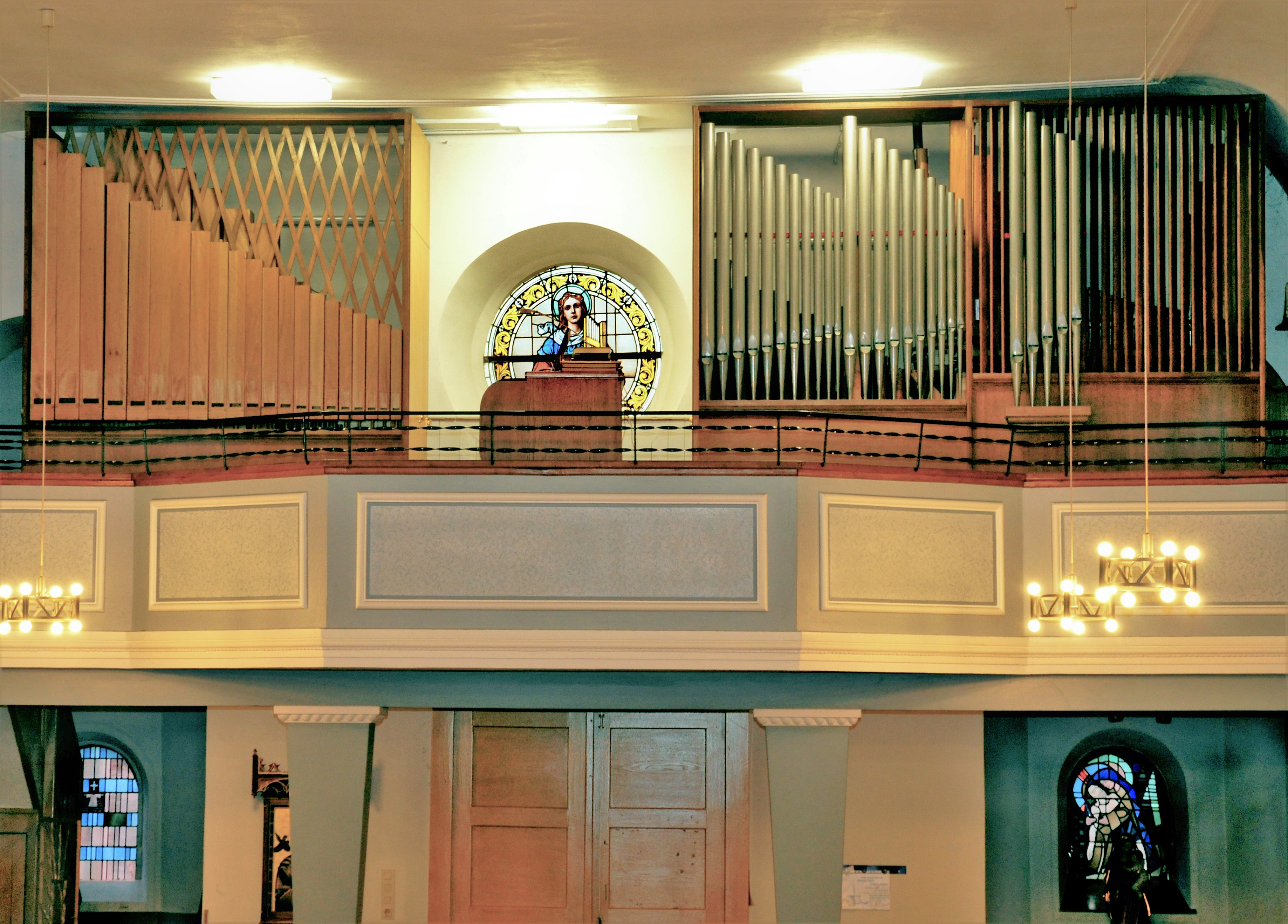
Orgelprospekt

Die Kirche St. Katharina ist eine katholische Filialkirche in Schwarzenbach, einem Ortsteil der Gemeinde Nonnweiler im Landkreis St. Wendel, Saarland. Sie trägt das Patrozinium der heiligen Katharina von Alexandrien und ist in der Denkmalliste des Saarlandes als Einzeldenkmal aufgeführt.

## Geschichte
Die Kirche wurde im Jahr 1876 erbaut und erfuhr 1933 eine Erweiterung nach Plänen des Architekten Monz.
Die Katholiken von Schwarzenbach waren bis 1927 als Filiale der Pfarrei St. Valentin in Otzenhausen zugeordnet. Danach wurde Schwarzenbach Filiale des 1927 zur Vikarie erhobenen Pfarrbezirks Rosenkranzkönigin in Sötern.
Im Jahr 2007 wurde die Filialgemeinde St. Katharina in Schwarzenbach mit den Wohnplätzen Steinkaul, Ziegelhütte und Schwarzenbornhof aus der Pfarrei und Kirchengemeinde Rosenkranzkönigin in Sötern wieder in die Pfarrei und Kirchengemeinde St. Valentin in Otzenhausen umgepfarrt.

## Orgel
Die Orgel der Kirche wurde 1960 von der Firma Hugo Mayer (Heusweiler) errichtet. Im Jahr 1979 wurde die Traktur der Orgel von dem Orgelbaumeister Herbert Schmidt (Mersch/Luxemburg) elektrifiziert, da sich die mechanische Seilzug-Traktur als äußerst ungenau und störanfällig erwiesen hatte. Der zuvor an der linken Seite der Empore rechtwinklig an der Brüstung stehende Spieltisch wurde im Rahmen dieser Maßnahme beweglich eingerichtet.
Das Schleifladen-Instrument ist auf einer Empore aufgestellt und verfügt über 12 Register, verteilt auf 2 Manuale und Pedal. Die Spiel- und Registertraktur ist elektrisch. Die Disposition lautet wie folgt:
| I Hauptwerk C–g3 |            |       |
| 1.               | Prinzipal  | 8′    |
| 2.               | Salicional | 8′    |
| 3.               | Hohlflöte  | 4′    |
| 4.               | Salicet    | 2′    |
| 5.               | Mixtur IV  | 1 ⁄3′ |

| II Oberwerk C–g3 |                |       |
| 6.               | Gedackt        | 8′    |
| 7.               | Prinzipal      | 4′    |
| 8.               | Blockflöte     | 2′    |
| 9.               | Sesquialter II | 2 ⁄3′ |
|                  | Tremulant      |       |

| Pedal C–f1 |            |     |
| 10.        | Subbass    | 16′ |
| 11.        | Oktavbass  | 8′  |
| 12.        | Pedalflöte | 4′  |

- Koppeln: II/I, I/P, II/P
- Spielhilfen: 1 freie Kombination, Tutti